# Годовица (река)
Годовица — небольшая сезонно пересыхающая река в Ивановской области России. Протекает по Верхнеландеховскому району. Приток реки Попиха (приток Ландеха, бассейн Каспийского моря). Длина около 4-х км. Существенных притоков не имеет.
Берёт начало за селом Сметанино и течёт в юго-западном направлении. На середине течения протекает через поселение Симаково.
Впадает в Попиху слева на высоте 110 м нум.
Через реку перекинуто два автомобильных моста, в верховье, у Сметанино, сооружён пруд.

## Исторические сведения
В 1860 году нынешняя река Попиха считалась участком Ландеха, поэтому Годовица впадала непосредственно в Ландех. В том же году на реке располагались ныне исчезнувшие поселения Кокина (у истока), Недіѣлина (ныне часть поселения Сметанино), Годовица; в бассейне реки располагались Малая Аксенова, Широпяты и Онохинская. Располагалась долина реки в Гороховецком уезде Владимирской губернии.